# Lag Norgren
Lag Norgren representerade Sverige vid Europpamästerskapet i curling 1987. Laget leddes av skippern Tomas Norgren och övriga deltagare var Jan Strandlund, Lars Strandqvist, Lars Engblom samt Olle Håkansson (coach/reserv). Laget kom från Timrå CK.
Thomas Norgren har också spelat juniorvärldsmästerskap och världsmästerskap för Sverige i andra lagkonstellationer.

## Meriter
- Europamästerskap 
  - Guld 1987